# 河村民部
河村 民部（かわむら みんぶ、1945年 - ）は、英文学、比較文学者、近畿大学名誉教授。
兵庫県生まれ。1967年天理大学外国語学部英米学科卒業。1969年広島大学大学院文学研究科英語学英文学満期退学。天理大学助教授、近畿大学文芸学部教授。2008年「詩から小説へ ワーズワスとロマン派の末裔」で甲南大学文学博士。2012年近畿大学を定年退任、名誉教授。

## 著書
- 『山頂に向かう想像力 西欧文学と日本文学の自然観』英宝社　1996
- 『漱石を比較文学的に読む』近代文芸社　2000
- 『「岬」の比較文学 近代イギリス文学と近代日本文学の自然描写をめぐって』英宝社　2006
- 『詩から小説へ ワーズワスとロマン派の末裔』英宝社　2008
- 『エロスとアガペ饗宴 (シンポシオン) の比較文学 ヴィーナス・タンホイザー伝説から川端康成まで』英宝社 2014

## 論文
- 河村民部